# Youssef ben Tachfine
Youssef ben Tachfine as-Sanhaji, aussi nommé Yusuf Ibn Tashfin, Youssef Ou-Tachfine (en berbère : ⵢⵓⵙⴼ ⵓ ⵜⴰⵛⴼⵉⵏ ⵓ ⵜⴰⵍⴰⴽⴰⴽⵉⵏ ⴰⵍⵎⵜⴰⵏ ⴰⵥⵏⴰⴳ Yusef u Tacfin u Talakakin Almtan Aẓnag ; en arabe : يوسف بن تاشفين ناصر الدين بن تالاكاكين الصنهاجي), ou encore Ben Yousouf, est le troisième imam et le premier sultan de la dynastie berbère des Almoravides, ses prédécesseurs étaient émirs.  
Né entre 1006 et 1009, il a régné sur un Empire allant du fleuve Sénégal à l'Espagne en passant par le Sahara et le Maghreb occidental, de 1061 jusqu'à sa mort en 1106. Il est, avec sa femme Zaynab Nefzaouia, le fondateur de Marrakech (plus exactement la ville de Aghmat) vers 1070, qui est alors devenue une capitale.  
Il est le « Roi des Lamtuna, qui devint le maître des deux rives » selon Ibn Khaldun (la Muqaddima, III, 30).

## Biographie

### Origine

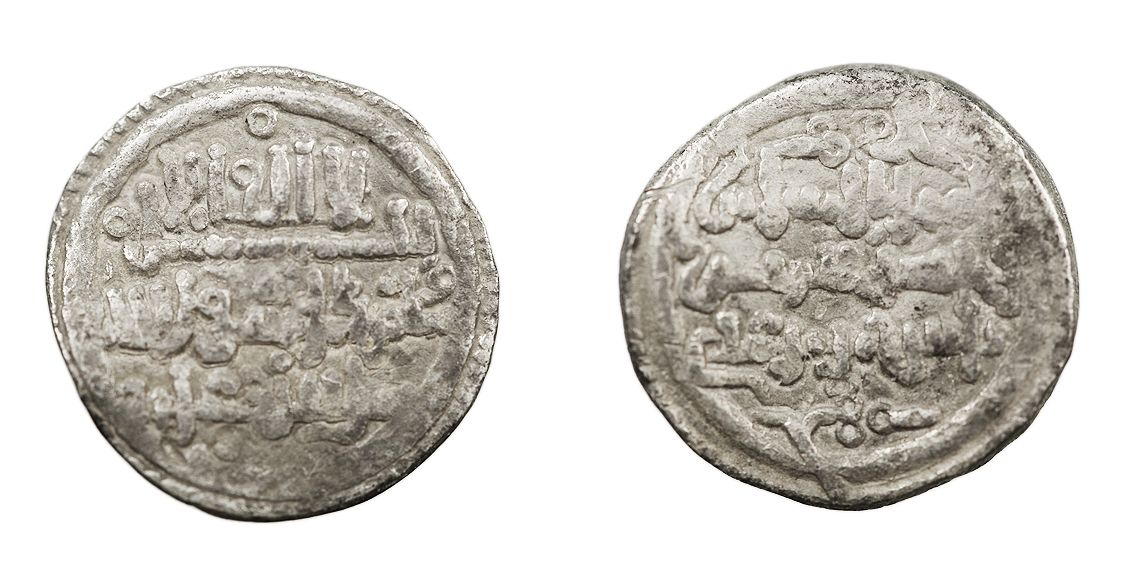
Pièce de monnaie frappée durant son mandat.

Youssef Ibn Tachfine est un berbère sanhadjien de la tribu des Lemtouna, dont le berceau est l'Adrar de Mauritanie et qui parcourent les régions désertiques . Il est le fils de Tachfine ben Ibrahim Talakakin et de son épouse Fatima bint Syr. Youssef naît probablement entre 1006 et 1009, dans le Grand Sahara.
En 1048, les Berbères sanhaja de l'actuelle Mauritanie se coalisent sous l'impulsion d'un prédicateur malékite  berbère de la tribu des Guezoula , Abdallah Ibn Yasin, et d'un chef local, Abou Bakr ben Omar, et fondent le mouvement almoravide.
Abou Bakr ben Omar appelé par l'action des Soudanais au sud confie le commandement au Nord à son cousin Youssef ben Tachfin. Youssef Ibn Tachfin devient alors commandant au Nord dans un premier temps, fait battre monnaie au nom de Abou Bakr Ben Omar et réorganise l'armée.
En 1075, il réagit à l'approche de Bologhine ibn Ziri qui s'apprête à attaquer Fès. Il envahit les villes du nord et, en 1076, s'empare de Tanger et de l'Émirat de Nekor. En 1083, il se dirige vers ´Ténès et occupe Alger où il fait construire une mosquée. Selon Henri Terrasse qui s'appuie sur les écrits d'Ibn Khaldoun, la raison pour laquelle il ne prolonge pas ses conquêtes sur ce territoire serait à trouver dans une forme de solidarité entre les Sanhadja et les Kabyles, poussant Youssef ben Tachfine à s'arrêter. Cependant, il est plus probable que l'aggravation de la reconquista et l'avancée des chrétiens soit le principal argument pour mobiliser ses forces dans la péninsule ibérique.
Youssef Ibn Tachfin est un saharien typique, tel que le Qirtas en dresse le portait :   

« Teint brun, taille moyenne, maigre, peu de barbe, voix douce, yeux noirs, nez aquilin, mèche de Mohammed retombant sur le bout de l'oreille, sourcils joints l'un à l'autre, cheveux crépus. »

### La guerre en Andalousie
En 1086, à la demande d'al-Mu'tamid, Youssef, alors sultan de la dynastie almoravide, vient en Espagne une première fois pour lui porter assistance et pour l'aider à affronter Alphonse VI, qui a envahi Saragosse. Il bat Alphonse le 2 novembre 1086 à Sagrajas (az-Zallàqa) avant de se retourner contre al-Mu'tamid qui entretemps s'était allié au monarque espagnol. Il s'empare donc de Séville, de Grenade, d'Almeria, de Badajoz et finalement destitue al-Mu'tamid en 1091, l'envoyant en exil a Marrakech, où il mourra quatre ans plus tard à Aghmat. Youssef occupe alors tout le territoire d'al-Andalus.
Il jette son dévolu sur Valence, dont le futur roi, Rodrigo Diaz de Bivar, plus connu sous le surnom de Cid Campeador, se trouve à Saragosse.
En octobre 1092, une poignée d'éclaireurs almoravides arriva sous les murs de Valence. Ibn Djehaf (Cadi), membre d'un haut lignage yéménite, porté par la foule partisane, prit le pouvoir dans la ville après avoir fait assassiner al-Qadir.

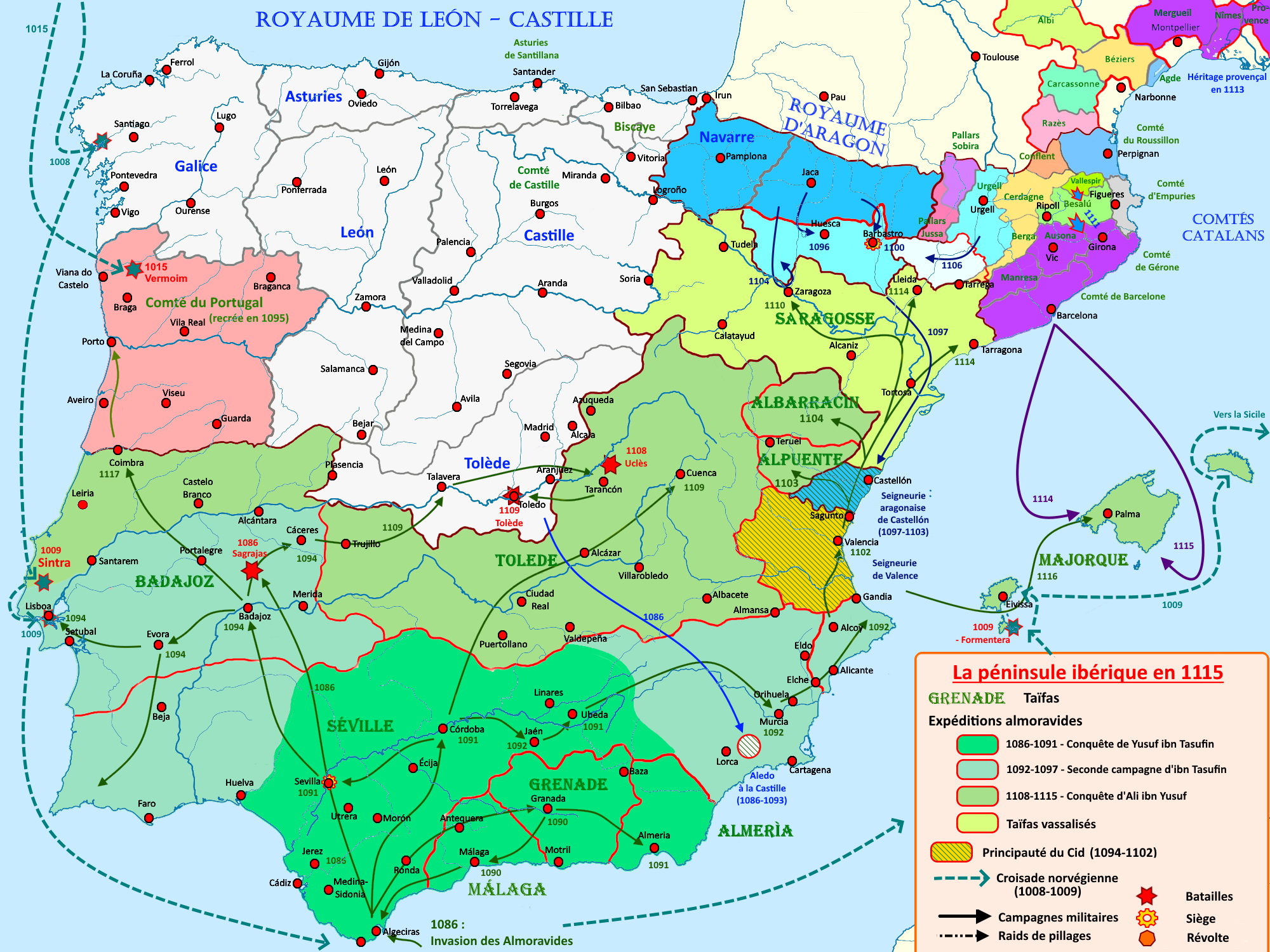
Les conquêtes almoravides de 1085 à 1115

Rodrigo, qui séjournait alors à Saragosse, vint mettre le siège devant Valence et reprit la ville en juillet 1093. Youssef capitule momentanément, partant chercher des renforts avant d'envahir à nouveau Valence. Habileté politique ou mentalité de guerrier, Rodrigo, ne semble pas avoir aspiré à y exercer directement le pouvoir. Il laissa le soin de gouverner la ville à Ibn Djehaf, la veille encore insoumis, et se contenta, installé dans le château de Cebolla (Puig), de percevoir l'impôt.
Rodrigo imposa un nouveau siège, extrêmement sévère, à la ville en juillet 1094. Après avoir vainement attendu un dernier secours, Valence, décimée par la faim, capitula le 15 juin 1094.
Les conditions de l’occupation furent d'abord clémentes. On respecta la propriété des biens et la liberté du culte, les armées chrétiennes restèrent extra-muros, l'impôt fut habilement limité, comme le faisaient, au fur et à mesure de leur progrès, les Almoravides, à la dîme coranique.
Rodrigue lui-même prit demeure dans le faubourg de l'Alcudia. Le Castillan renforçait néanmoins considérablement sa présence et il s'institua en outre juge suprême des Valenciens. Les choses s'aggravèrent après une nouvelle offensive almoravide, en octobre 1094. L'ennemi vaincu, les chrétiens durcirent le régime d'occupation à proportion du péril. Ibn Djehaf, traduit en justice pour l'assassinat d'al-Qadir, fut brûlé vif. Les musulmans, à l'exception de quelques notables, durent s'installer dans les faubourgs tandis que les chrétiens se logeaient dans les murs.
L'armée almoravide arrive jusqu'à Lisbonne la même année. En 1098, Youssef est nommé Prince des musulmans, Défenseur de la foi et Envoyé du commandeur des croyants.
En 1102, il conquiert à nouveau Valence, le Cid étant mort depuis 3 ans, battant sa femme Chimène, ainsi que la partie septentrionale d'al-Andalus. Son expansion s'arrête alors à la vallée de l'Èbre. Il nomme son fils Ali héritier du trône.
Youssef meurt en 1106. Son mausolée, Darih Youssef ben Tachefine (littéralement le « mausolée de Youssef ben Tachefine »), se trouve à Marrakech au Maghreb occidental, près de la mosquée Koutoubia. Son tombeau se situe à quelques mètres du minaret de la Koutoubia et est entretenu par des fonds privés. 
Rachida al-Sharqawi est celle qui porte aujourd'hui la responsabilité de servir « l'émir des musulmans » Youssef ben Tashfin. Elle est l'héritière de son grand-père, Muhammad Ali Ohedou, et sa mère, Fatima, des rôles associés au nettoyage et à la résistance à ceux qui tentent de nuire au caractère sacré du sanctuaire.